# Барсуков, Сергей Александрович
Серге́й Алекса́ндрович Барсуко́в (род. 28 января 1985, Саратов) — российский футболист, игрок в пляжный футбол. вратарь.

## Карьера
Первый профессиональный клуб — «Лада» Тольятти из первого дивизиона. Дебютировал 21 мая 2003 года в матче 1/2 Кубка России 2002/2003 против московского «Спартака», заменив на 4 минуте получившего в столкновении с Робертом травму Александра Сулиму. Первую половину следующего сезона провёл в «Дружбе» Майкоп, вторую — в новороссийском «Черноморце», в котором провёл одну игру, выйдя на замену на 78 минуте вместо Игоря Усминского. В 2005 году играл за любительском уровне за «Черноморец», переименованный в «Новороссийск» и «Черноморец»-д. В 2006 году перешёл в «Носту» Новотроицк, где был дублёром Пчелинцева и Вавилина и провёл за четыре года 14 игр. 2010 год провёл в команде «СКА-Энергия», с 2011 года — в клубе «Металлург-Оскол».
18 июня 2014 года подписал контракт с саратовским «Соколом». 30 августа дебютировал в составе клуба в матче 1/32 Кубка России против ульяновской «Волги».
В 2018 году играл за клуб из пляжного футбола «Дельта» Саратов.